# Frans Cappetti

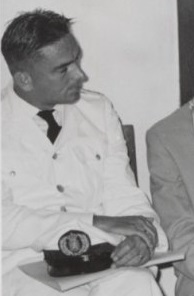
F.J.M. Cappetti (1960)

Frans Johan Maria Cappetti (Ulft, 14 april 1927 – Doetinchem, 25 januari 1993) was een Nederlands politicus van de KVP en later het CDA.
Zijn vader was arts in Ulft en zelf is hij afgestudeerd in de Indologie aan de Rijksuniversiteit Utrecht. Daarna was hij als bestuursambtenaar werkzaam in Nederlands-Nieuw-Guinea. In 1952 was hij op Biak 'aspirant-controleur ter beschikking', in 1953 werd hij hoofd plaatselijk bestuur van de onderafdeling Mappi en van 1958 tot 1961 had hij dezelfde functie bij de onderafdeling Teminaboean. Daarna keerde hij terug naar Nederland, waar hij vanaf 1962 waarnemend chef was van het kabinet van de commissaris der Koningin in de provincie Gelderland. In november 1966 werd Cappetti benoemd tot burgemeester van Schoonebeek en in 1972 volgde zijn benoeming tot burgemeester van Eibergen. Midden 1988 ging hij vervroegd met pensioen. Begin 1993 overleed hij op 65-jarige leeftijd. In 2013 verscheen over hem de biografie Frans Cappetti: persoon en carrière van een publiek bestuurder: Van bestuursambtenaar tot burgemeester, een bestuurskundige biografie (1927 - 1993) (ISBN 9081998900). Zijn oudere broer Henri Cappetti was ook burgemeester en wel van Erp en Oirschot.
- Nederlandse Thesaurus van Auteursnamen: 157236943
- Virtual International Authority File: 291918181